# Peter Lizák
Peter Lizák (* 9. August 1962) ist ein slowakischer Diplomat.

## Leben
Er studierte von 1980 bis 1981 an der Wirtschaftsuniversität in Pressburg. Es folgte von 1981 bis 1986 ein Studium am Moskauer Institut für Internationale Beziehungen. 1986 promovierte er an der rechtswissenschaftlichen Fakultät der Pressburger Comenius-Universität zum Dr. jur.
1987 fand er eine Anstellung in der Handelsabteilung des slowakischen Unternehmen AVEX, bis er 1990 als Senior Advisor in das Regierungsbüro der slowakischen Republik wechselte. 1991 ging er als Protokollchef in das slowakische Ministerium für internationale Beziehungen. Diese Aufgabe versah er bis 1992. Von 1993 bis 1996 war er erster Sekretär der slowakischen Botschaft in der Schweiz in Bern. 1997 kehrte er in die Slowakei zurück und wurde zunächst stellvertretender Leiter und dann Leiter des Kabinetts des Staatssekretärs des slowakischen Außenministeriums. 
Bereits 1998 wurde er dann in der slowakischen Botschaft in Österreich in Wien eingesetzt. 2002 ging er als Leiter der Abteilung für Außenbeziehungen und EU-Institutionen wieder ins Außenministerium. Im Jahr 2003 wurde er Kabinettschef des Außenministers, bis er von 2005 bis 2007 die Leitung der ständigen Vertretung der Slowakei bei der OSZE übernahm. In den Jahren 2006 und 2007 war er außerdem Leiter der Wertpapierkommission der OSZE. 
Von 2008 bis 2012 war er slowakischer Botschafter in Österreich in Wien. Es schloss sich 2013 bis 2015 ein Einsatz als Direktor der Abteilung für Analysen und Planung im Ministerium für Auswärtige und Europäische Angelegenheiten der Slowakei an. 
Am 8. Juli 2015 wurde er als Botschafter in Deutschland akkreditiert und versah das Amt bis 2019.
Peter Lizák spricht neben Slowakisch, auch Bulgarisch, Deutsch, Englisch, Französisch, Russisch, Tschechisch und Ungarisch.